# Byzantské výtvarné umění

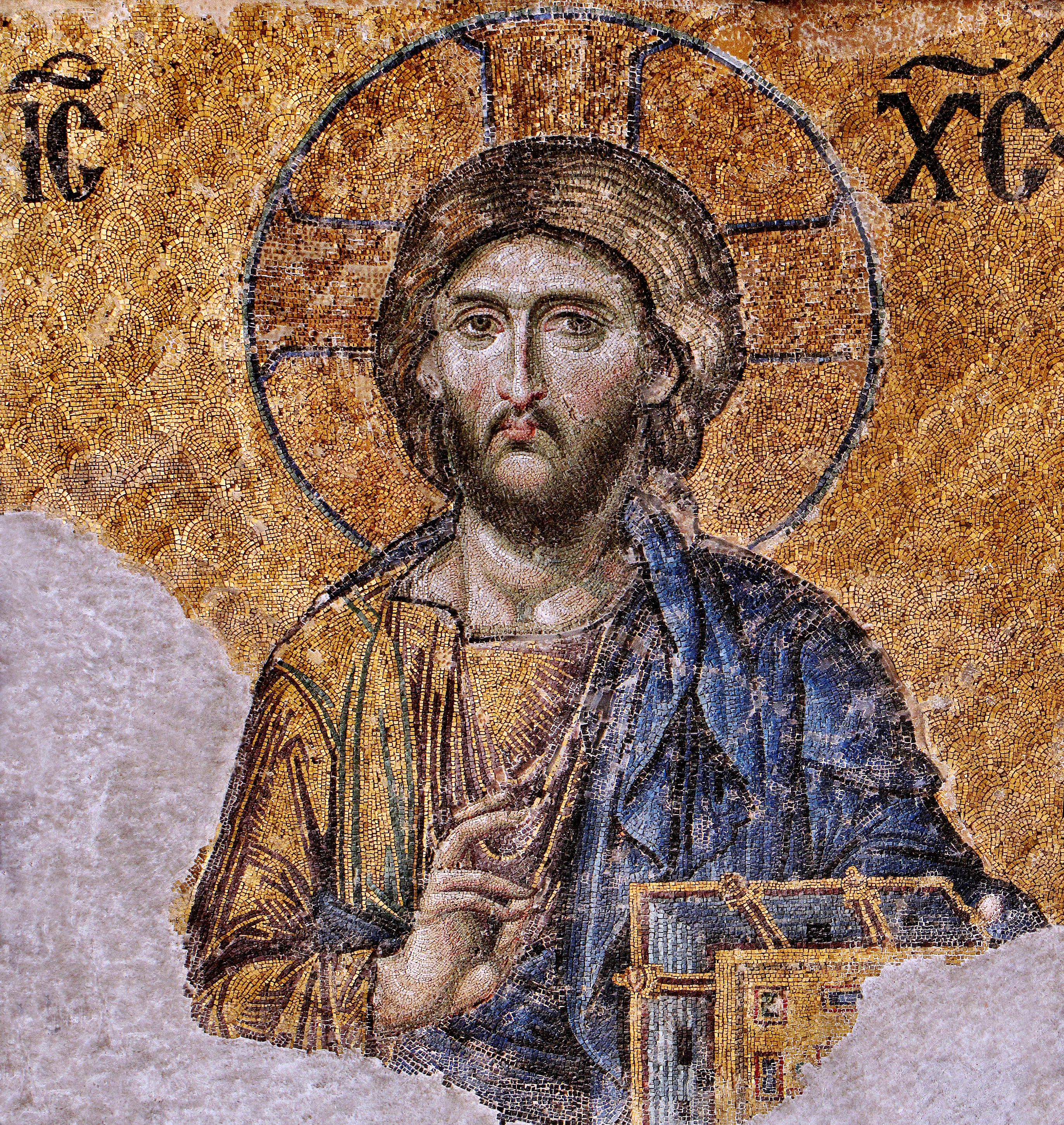
Ikona Krista v chrámu Hagia Sofia v Konstantinopoli

Byzantské výtvarné umění je soubor uměleckých produktů Východořímské říše, později ve své historii zvané Byzantská, která existovala od rozdělení Římské říše až do pádu Konstantinopole v roce 1453. Pojem byzantské umění lze chápat v užším smyslu, jako umění spjaté přímo s územím Byzantské říše, nebo v širším smyslu, tedy včetně umění, které Byzanc inspirovala za svými hranicemi – ať už geografickými, nebo časovými. Ve své době Byzanc umělecky ovlivnila východ, zejména arabské sousedy a Rus. Stopy vlivu Byzance nacházíme ovšem i na západě, neboť říše zde dlouho ovládala některá území, zejména na Apeninském poloostrově. Například Benátky a Sicílie se od Byzance oddělily až v 10. století. Také Srbsko a Bulharsko byly dlouho byzantským územím a pod byzantským kulturním vlivem. Umění produkované východními pravoslavnými křesťany po pádu Konstantinopole je někdy, pro odlišení, nazýváno postbyzantské. Takové nacházíme zejména v Řecku, na Kypru, v Srbsku, Bulharsku, Rumunsku, Rusku a dalších pravoslavných zemích. Některé umělecké tradice, zejména malba ikon, zde zůstávají pozoruhodně nedotčeny časem.

## Základní rys: antinaturalismus

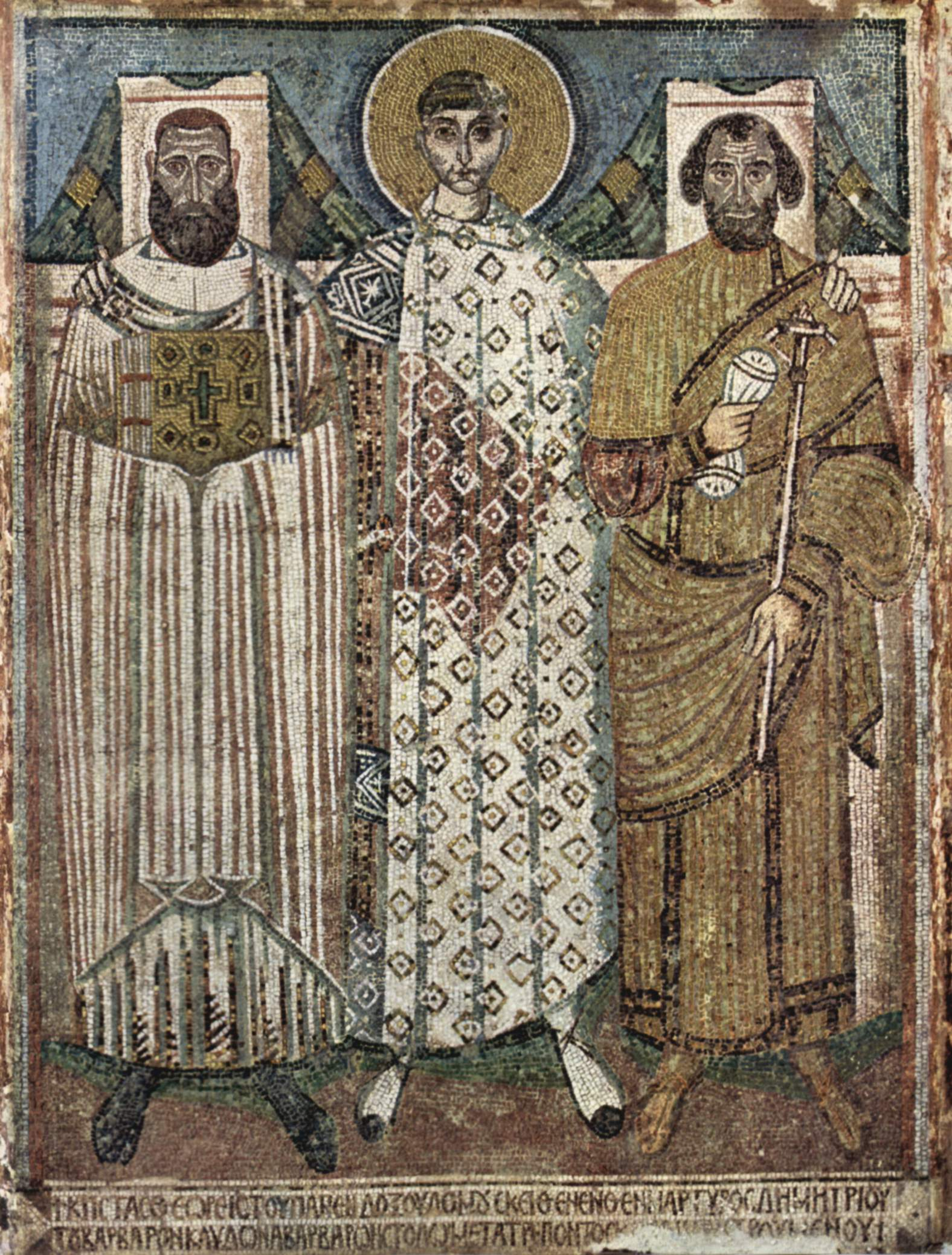
Mozaika v chrámu Hagios Demetrios v Soluni

Byzantské umění se vyvinulo z helénského, tedy pozdně antického. Zpočátku se vyznačovalo smísením křesťanské tematiky s tematikou klasické řecké mytologie, časem však starořecká tematika úplně vymizela. Zpočátku šlo o převzetí starořeckých forem a dodání jim nového obsahu. Je kupříkladu doloženo, že hlavní město Konstantinopol bylo vyzdobeno množstvím soch, které byly zřejmě vytvořeny ve starém Řecku, ale státní ideologie měla s touto tradicí čím dál větší problém a řada těchto soch byla zničena, nezřídka spontánně obyvateli, při různých obrazoboreckých kampaních. Stále více se byzantské umění i formálně od starořecké tradice odchylovalo a našlo si svébytný výraz, především v malbě. Tento výraz je někdy nazýván „antinaturalismem“ nebo „antirealismem“, což značí zejména jakési, patrně záměrné, „poškození“ postavy (jejíž naturalistické ztvárnění ovládali staří Řekové mistrně, jak známo), přičemž toto „poškození“ umožnilo vystoupit – v byzantské představě – duchovnímu obsahu a ideji. Lidská postava je tak zobrazena buď v dlouhém rouše, které neumožňuje zahlédnout její tvary, anebo jinak „neuměle“.
Giorgio Vasari, otec kunsthistorie a kronikář renesančního malířství, tento vývoj chápal jako úpadek a přičítal ho poklesu uměleckých dovedností a standardů, které až jeho současníci v italské renesanci zase oživili a zvedli. Tato interpretace od časů renesance převládala, přijímal ji ještě například Bernard Berenson. Ale později se objevily i interpretace nové, které zdůraznily, že šlo o záměr. O novou formu, nikoli její úpadek. Velkou roli v tomto přehodnocení a docenění byzantského výtvarného stylu sehráli vídeňští historici umění z druhé poloviny 19. století, jako byli Alois Riegl a Josef Strzygowski. Podle těchto teoretiků se byzantští umělci pokoušeli „nedokonalostí“ své malby vyjádřit cosi abstraktního – v čemž je podle nich napodobují umělci moderní. Riegl to viděl jako přirozený vývoj z již existujících tendencí v římském umění, zatímco Strzygowski to viděl jako import z Orientu. Britský historik Cyril Mango na druhou stranu tvrdí, že touto interpretací mluvili lidé jako Riegl spíše o současnosti než Byzanci. Podle Manga existuje mnoho poukazů, že Byzantinci sami své umění nevnímali vůbec jako abstraktní a cítili se být zcela důstojnými následovníky Feidiáse a jiných starořeckých klasiků. Značný předěl mezi starým Řeckem a byzantským stylem, který dnes vnímáme my, oni vůbec nevnímali, upozornil Mango.

## Hlavní žánry a témata

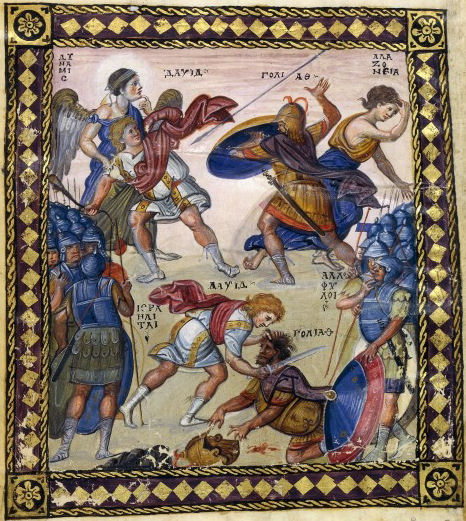
Byzantská iluminace z 10. století

Témata byzantského umění jsou náboženská, nebo imperiální (oslavující výboje císařů), často tyto dvě linie splývají, což vyplývalo z byzantské ideologie spojení církve a státu (cézaropapismus).
Jedním z nejdůležitějších žánrů byzantského umění byla ikona, obraz Krista, Panny Marie nebo některého světce, který se používal jako sakrální předmět v pravoslavných kostelích i v soukromých domech. Ikony měly podle většiny interpretací více nábožnou funkci než estetickou, proto byly svázány přísnými pravidly a jejich styl se „zakonzervoval“, v zásadě až do současnosti. Je pozoruhodné, že se tato tradice sakrálního obrazu prosadila právě v Byzanci, která v počátcích svých dějin inklinovala k obrazoborectví. Jistá obava z obrazu se patrně postupně transformovala v obavu z „volnosti v obrazu“, kterou uklidňovala přísná pravidla umělecké práce.
Druhým nejrozvinutějším žánrem byla iluminace k rukopisům. Nejvíce jich bylo k náboženské literatuře, ale existují i příklady byzantských iluminací k literatuře světské, například k populárním životopisům Alexandra Velikého („alexandreidám“), nebo k historiografickým dílům Ioannese Skylitzese.
Byzantinci naopak zdědili raně křesťanskou nedůvěru k monumentálnímu sochařství, vytvořili pouze reliéfy, z nichž jen velmi málo se dochovalo. I na západě bylo ostatně sochařství dlouho v úpadku a tradici obnovili až umělci karolinské renesance. Rozvinuto bylo ale byzantské řezbářství, zejména ze slonoviny, a šperkařství, zejména s pomocí stříbra. Také zdobené hedvábí bylo proslulé a hojně exportované do západní Evropy.
Byzantské umění nebylo autorským, takže jména tvůrců jednotlivých děl většinou neznáme.

## Periodizace
Byzantské umění v užším smyslu se tradičně dělí na tři období: rané počíná milánským ediktem (313), jež legalizoval křesťanské bohoslužby v Římě, a tedy též umožnil vznik manifestačního křesťanského umění, a přemístěním císařského sídla do Konstantinopole (330). Končí roku 842. Toto období vrcholilo obrazoborectvím, které rozvoj uměleckých forem zastavilo. Střední období (pro mnohé interprety vrcholné) počíná obnovením malby ikon v roce 843 a kulminuje dobytím Konstantinopole křižáky v roce 1204. Pozdní období se pak vyznačuje smísením západoevropských a tradičních byzantských prvků. To končí dobytím Konstantinopole Turky v roce 1453. Pozdější umění je nazýváno postbyzantské. Pro inspirace byzantským uměním v 19. století, zejména v rámci vlny historismu v architektuře, se někdy užívá pojmu novobyzantský styl.

### Rané období

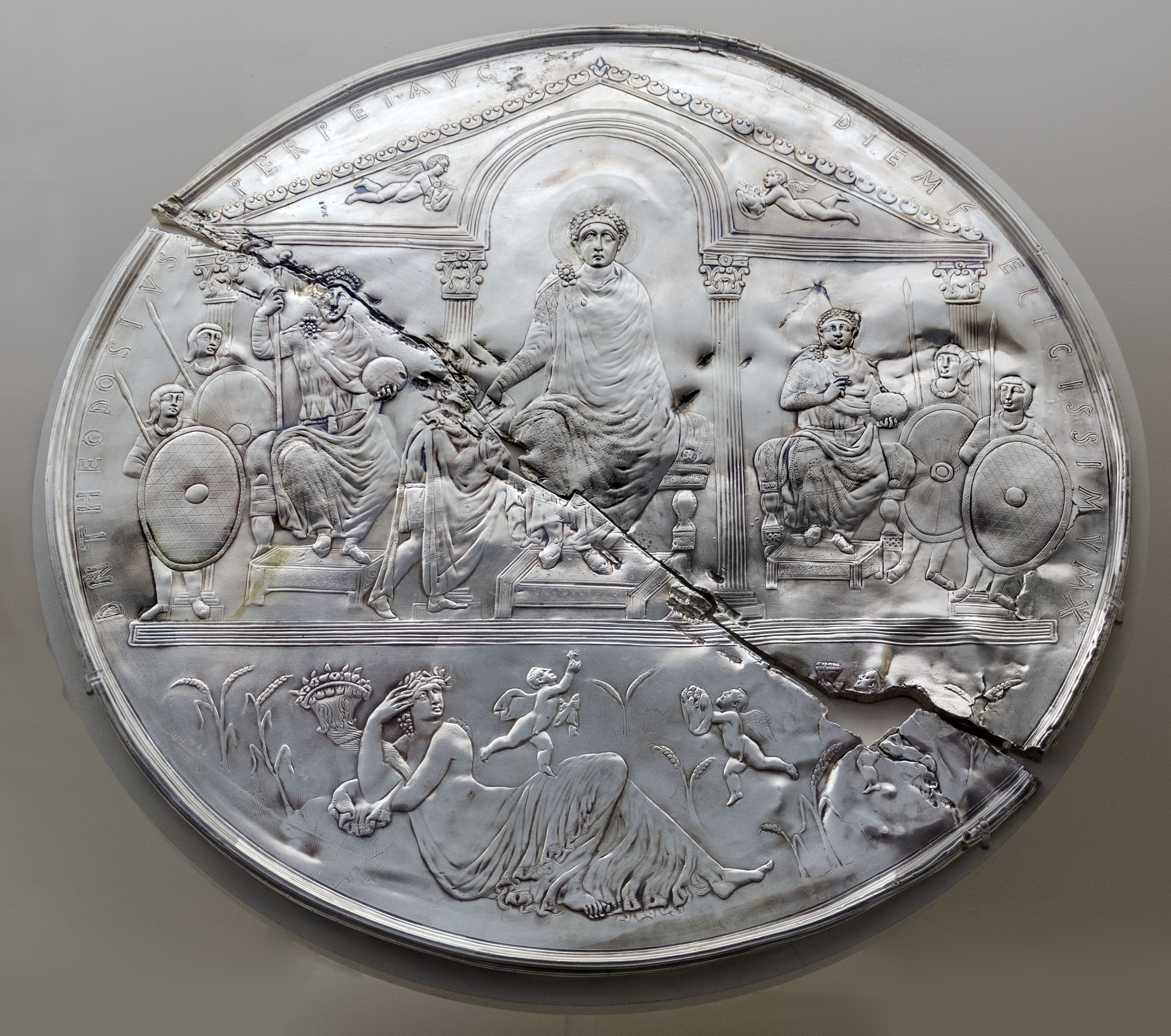
Misórium Theodosia I.

Z raného období se dochovalo poměrně málo výtvarných památek. K nejstarším patří stříbrný disk zvaný Misórium Theodoisia I., patrně vyrobený v roce 388 k výročí deseti let vlády císaře Theodosia I. V současnosti je možno ho spatřit v Real Academia de la Historia v Madridu. Originál byl nalezen roku 1847 ve španělském městě Almendralejo. Na disku si lze povšimnout zjevné návaznosti na helénský a starořecký styl, postavy jsou mnohem naturalističtější než v pozdějším období. Mozaika v bazilice San Vitale v Ravenně, dokončená roku 547, zobrazuje císaře Justiniána I. (527–565). Právě tento císař byl velkým přítelem umění. Někteří historici umění dokonce hovoří o justiniánské renesanci za jeho vlády, dochovaly se ovšem zejména architektonické památky. Mozaikové umění této éry je dochováno, paradoxně, více mimo jádro území Byzance, archeologické objevy z 19. a 20. století odhalily velkou skupinu raně byzantských mozaik na Blízkém východě. Křesťanské mozaikové umění v této oblasti vzkvétalo od 4. století, tradice pokračovala i pod Umajjovci až do konce 8. století. K nejvzácnějším dochovaným příkladům patří Madabská mapa, část podlahové mozaiky v byzantském kostele sv. Jiří v Madabě, v dnešním Jordánsku. Tato mapa je nejstarší dochované originální kartografické zachycení Svaté země a zvláště Jeruzaléma. Je datována do 6. století a původně se skládala z asi dvou miliónů kamínků. Významná je též mozaika hory Nebo v dnešním jordánském městě Umm ar-Rasas.

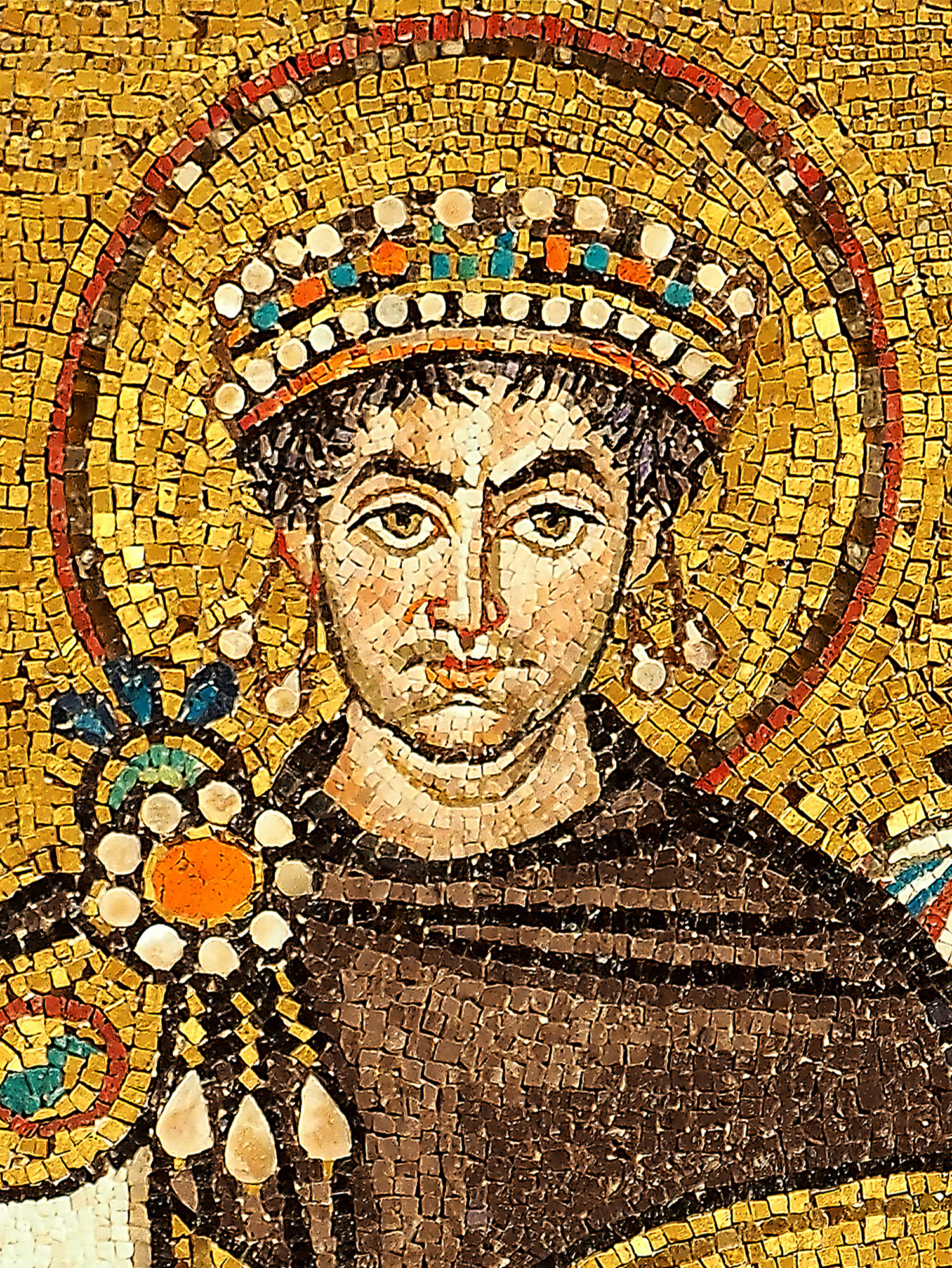
Justinián I. na mozaice v bazilice San Vitale v Ravenně

Po smrti Justiniána následoval politický úpadek, protože většina území jím získaných byla ztracena a Říše čelila po celé 7. století invazi Avarů, Slovanů, Peršanů a Arabů. Konstantinopole byla zmítána náboženským a politickým konfliktem, a tak nejvýznamnější výtvarné projekty této éry nacházíme na periferii říše, zmínit lze mozaiku v kostele Hagios Demetrios v Soluni, kde jako by se už ohlašovala abstrakce a antinaturalismus, jímž se bude byzantské umění vyznačovat v příští etapě. Naopak v kostele Koimesis v Nikaii (dnešní Iznik) vznikly klasičtější, „starořečtější“ mozaiky. Ty už dnes nelze spatřit, protože kostel byl zničený na počátku 20. století, ale mozaiky byly předtím fotograficky zdokumentovány. Byzantští tvůrci mozaik pravděpodobně také přispěli k výzdobě časných umajjovských památek, včetně Skalního dómu v Jeruzalémě a Umajjovské mešity v Damašku. K důkazům vynikající práce se stříbrem patří devět tzv. Davidových misek, vytvořených za vlády císaře Herakleia (610–641) a znázorňujících výjevy ze života biblického krále Davida. Rané iluminace lze nalézt v tzv. Syrské bibli (byla napsána v syrštině) ze 6. nebo 7. století. V současnosti je ve sbírkách Národní knihovny v Paříži, proto se někdy hovoří o Syrské bibli z Paříže.
V divokém 7. století začíná také uctívání ikon. Řada obrazů začala být patrně uctívána poté, co v lidové představě ochránila město před útokem nepřátel, jichž bylo v 7. století požehnaně. V reakci však na konci 7. století vznikají i pochybnosti o roli obrazů. Signálem byla již trullská synoda, kterou svolal císař Justinián II. do klenutého zasedacího sálu (in trullo) císařského paláce v Konstantinopoli v roce 692, a která mj. zakázala veškeré nefigurální zpodobení Ježíše Krista (např. jako velikonočního beránka), zobrazení kříže na kostelní dlažbě a obrazů, „které přitahují oko, kazí mysl a podněcují ke schvalování základních potěšení“. Intenzivní debata o roli umění v bohoslužbě vedla nakonec k období „byzantského ikonoklasmu“. Sporadicky vznikala obrazoborecká ohniska u některých biskupů již od 20. let 8. století, zejména v Malé Asii. Velkou roli patrně sehrálo zemětřesení v Konstantinopoli v roce 740, které řada duchovních interpretovala jako boží trest za modloslužebné uctívání obrazů. Ikonoklasmus se však stal oficiální císařskou politikou až poté, co císař Konstantin V. svolal v roce 754 koncil v Hiereii. Ten zakázal výrobu a uctívání Kristových ikon (ikonodulii), což zahájilo obrazoborecké období, které trvalo, s přerušeními, až do roku 843. Výtvarné umění tím v Byzanci takřka na jedno století de facto přestalo existovat.

### Střední období

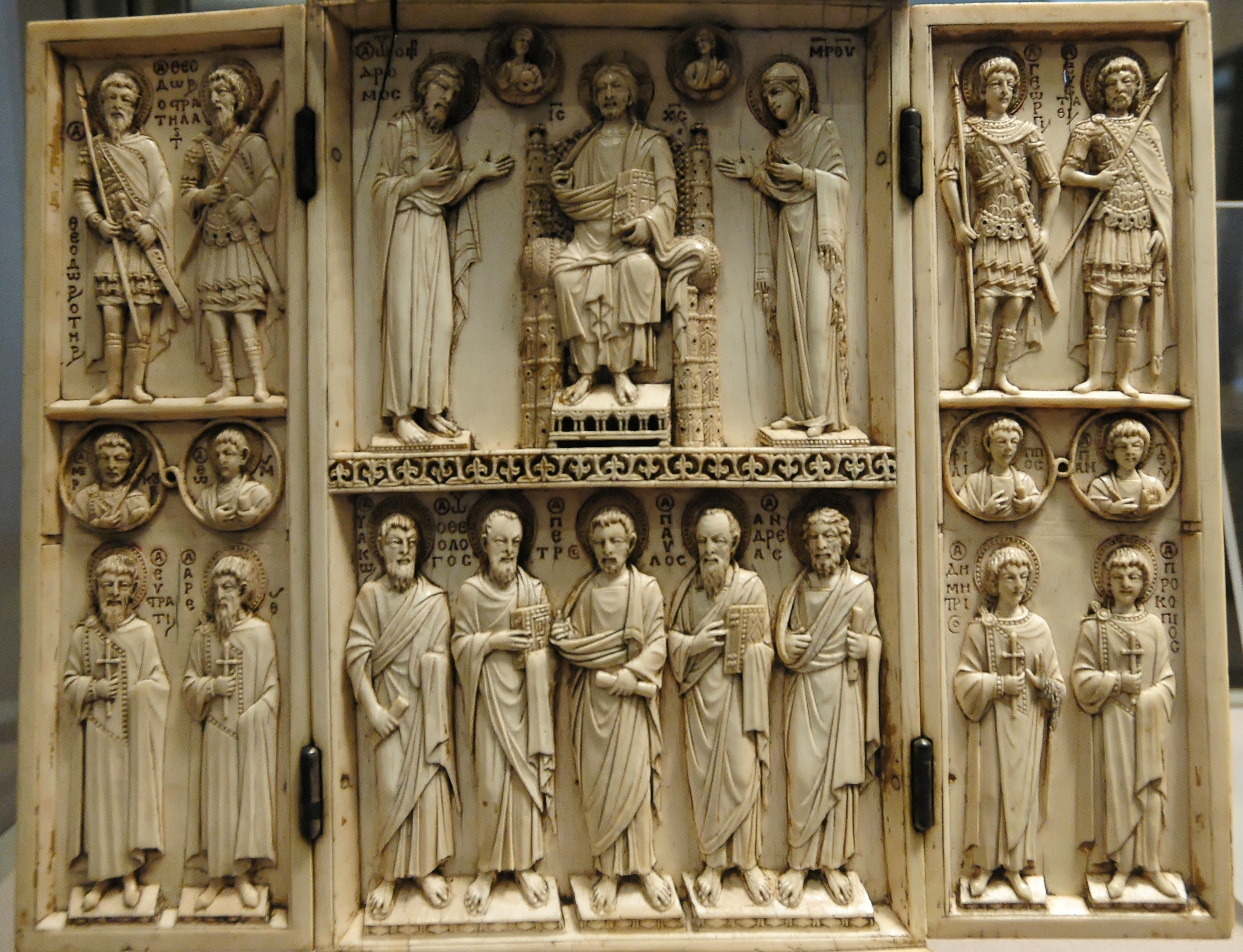
Harbavillský triptych

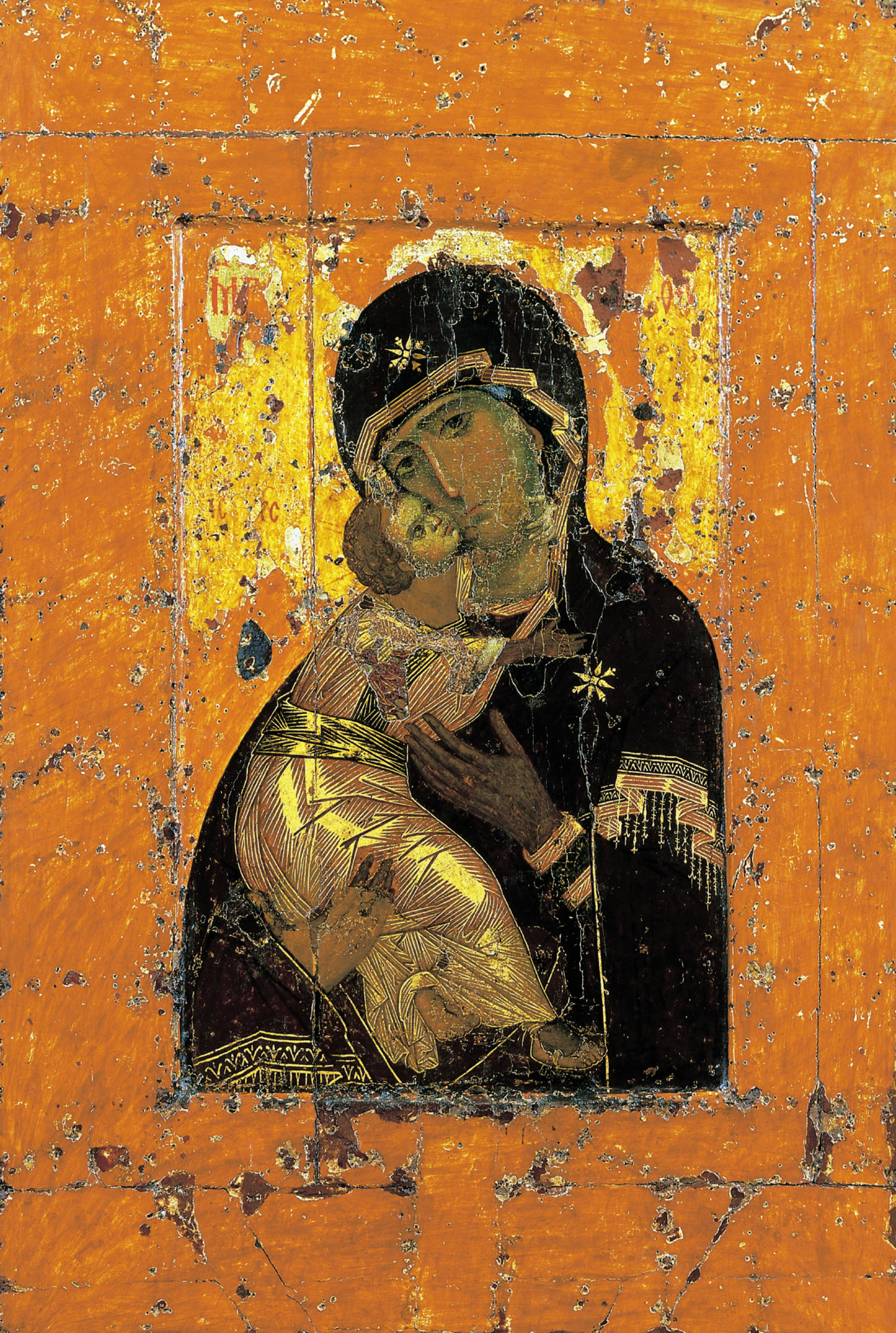
Vladimirská ikona

Pád ikonoklasmu oslavil v roce 867 patriarcha Fotios instalací nové mozaiky do apsidy v chrámu Hagia Sofia. Zobrazuje Pannu Marii s dítětem. Téhož roku usedl na trůn císař Basileios I. Byl též zván Makedonec, neboť pocházel z arménské rodiny v Makedonii, rozkvět výtvarného umění za jeho vlády je tak někdy nazýván „makedonská renesance“. K rozvoji přispělo i to, že se v 9. a 10. století zlepšila vojenská situace impéria. Bylo vytvořeno základní dekorativní schéma byzantského chrámu. V „makedonské“ éře došlo i ke krátkému oživení zájmu o zobrazení výjevů z klasické řecké mytologie a o použití helénského stylu zobrazení náboženských témat, zejména starozákonních – důkazem může být Pařížský žaltář a rukopis zvaný Jozueho svitek, který je dnes ve vlastnictví Vatikánské apoštolské knihovny. Makedonské období také zaznamenalo oživení pozdně antické techniky řezbářství s využitím slonoviny. Dochovalo se mnoho ozdobných triptychů a diptychů ze slonoviny z této doby, například Harbavillský triptych, který se dnes nachází ve sbírkách muzea v Louvru. Zvláštním výtvarným jevem této éry byly též zdobené rakve ze slonoviny.
Vrcholným dílem iluminačním je Menologium císaře Basileia II. Obsahuje 430 iluminovaných vyobrazení světců. Bylo vytvořeno kolem roku 1000 pro císaře Basileia II. v jeho dvorské iluminátorské dílně v Konstantinopoli. Všechny ilustrace jsou půlstránkové nebo celostránkové, se zlaceným pozadím. Oproti běžnému byzantskému stylu strnulých šablonovitých figur jsou scény podány živě. Texty a obrázky představují polovinu kalendáře byzantského liturgického roku, od září do února. Lze předpokládat, že druhý díl, zahrnující březen až leden, se ztratil. Kniha je dnes rovněž ve vlastnictví Vatikánské apoštolské knihovny.
Nástupem Alexia I. Komnena na trůn roku 1081 se vlády ujala dynastie Komnenovců. Komnenovci byli velkými patrony umění. Byzantské umění za jejich vlády získalo velkou emocionalitu. Příkladem může být Vladimirská panna, neboli Matka Boží Vladimirská, zvaná též Vladimirská ikona, jedna z prvních eleuských ikon (ikon, kde Panna Marie drží dítě, které se vztahuje k jejímu krku). Vznikla patrně v Konstantinopoli, ale časem se dostala do Ruska, kde získala status ruského národního paládia. Ikona se v této době stala ústředním žánrem byzantského umění. Vznikaly ale nadále i vzácné mozaiky, příkladem je mozaika v klášteře Dafnion nedaleko Athén, nebo mozaika v klášteře Gelati v gruzínské Imeretii. Avšak postupně mozaiky ustupovaly freskám.

### Pozdní období

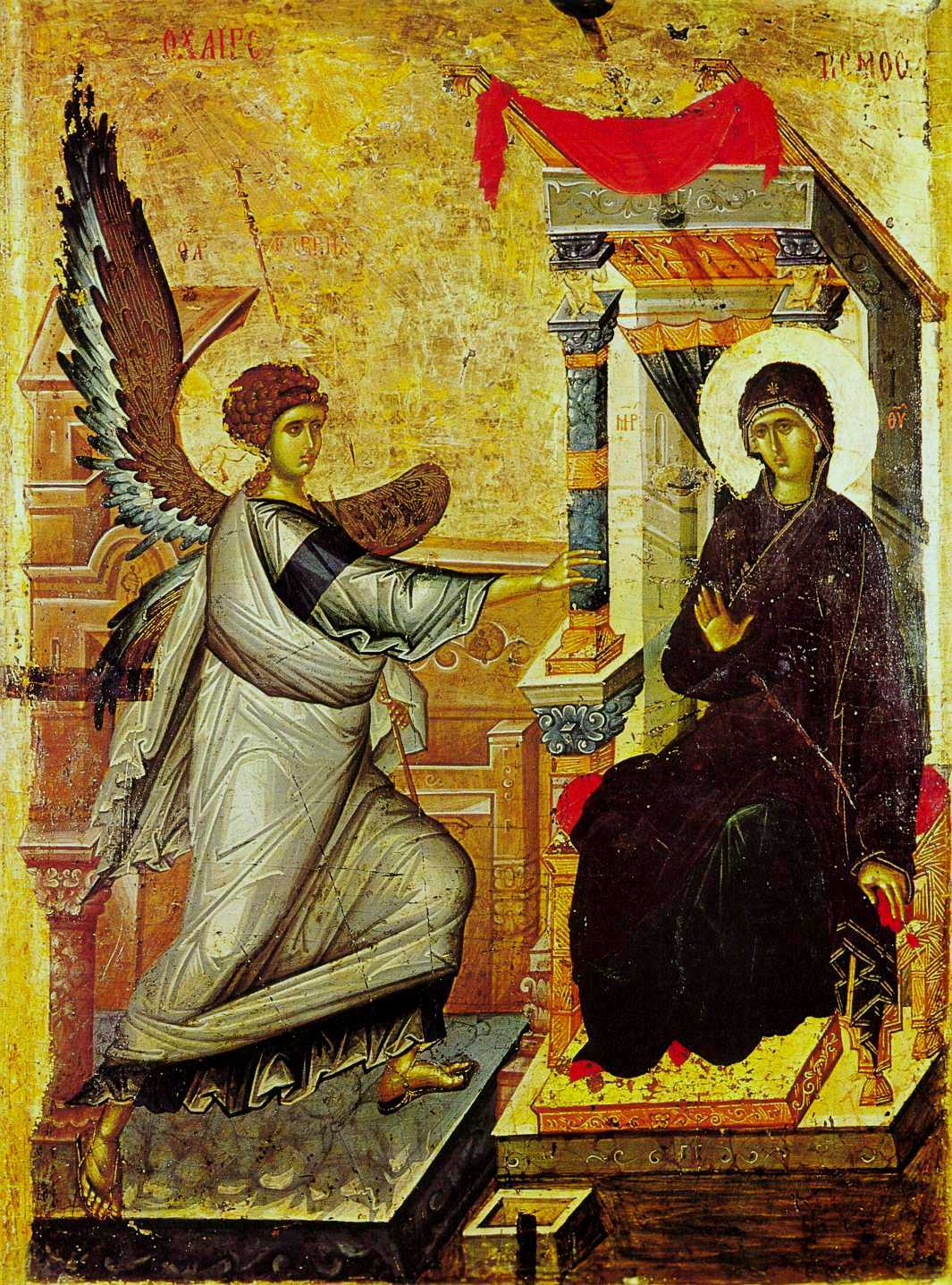
Ikona Zvěstování, typický příklad palaiologovského manýrismu

Pozdní období začíná rokem 1204, kdy Konstantinopol dobyli a vyplenili benátští a francouzští křižáci během čtvrté křížové výpravy. Prohra s křižáky vedla i ke vzniku dočasného exilového centra v Nikaii (tzv. Nikájské císařství), na území dnešního Turecka. Až roku 1261 císař Michael VIII. Palaiologos znovu dobyl Konstantinopol. Z katastrofy se Byzanc ale už nikdy nevzpamatovala a byla až do konce své existence, pod vládou dynastie Palaiologů, oslabena. Její vliv se omezil na Peloponéský poloostrov a ostrovy v Egejském moři. Zničení Konstantinopole roku 1204 je důvodem, proč dnes nacházíme více byzantského umění mimo centrum říše (vše pak dovršilo neuctivé zacházení s byzantským dědictvím ze strany Osmanů).
Během krátkého exilového období byzantští umělci vyzdvihli své helénské kořeny, v opozici vůči nenáviděnému „latinismu“. Po návratu do Konstantinopole se u nich projevil nový zájem o krajinu a pastorální výjevy, což je naopak většinou vnímáno jako ovlivnění západním malířstvím. Umělci se také vrátili k tradičním mozaikám (například výzdoba chrámu Chora v Konstantinopoli) a ve freskové malbě se uchýlili k cyklům vyprávějícím nějaký příběh, které některé teoretiky vedou až k vytváření souvislostí s moderním komiksem. (Lze si takové cykly prohlédnout například v kostelích zaniklého města Mystras v dnešním Řecku). Také ikony zůstaly oblíbeným prostředkem uměleckého vyjádření. Byly charakterizovány méně střízlivým přístupem, novým oceněním čistě dekorativních malířských kvalit a pečlivou pozorností k detailům, která dala této fázi vývoje byzantského umění alternativní název „palaiologovský manýrismus“.
Dobytí Konstantinopole Turky v roce 1453 znamenalo definitivní pád říše a ztrátu mnoha uměleckých památek. Mnohé byly zachráněny přes Krétu, odkud pak byly vyvezeny na západ. Krétu již roku 1212 Byzanc ztratila na úkor Benátské republiky, nicméně Benátky umožnily rozvíjet tradiční byzantský styl, a tak se po pádu Konstantinopole stala Kréta azylem pro mnohé Byzantince i byzantská umělecká díla. Byzantský styl se na ostrově udržel dokonce i po dobytí Osmany. Obvykle je nazýván postbyzantským.

## Ohlas
Byzantské umění silně inspirovalo umění raně středověké západní Evropy. Umělci otonské a karolinské éry vnímali byzantské umění jako vyšší než západní, ba dokonalé, a chtěli se mu vyrovnat. Existují doklady o tom, že někteří byzantští umělci odcházeli pracovat na západ, zejména při erupcích ikonoklasmu, a ovlivnili tak západní umění přímo – jsou jim připisovány například fresky v Castelseprio nebo iluminace v tzv. Vídeňském korunovačním evangeliáři z 8. století. Někdy byli tito umělci, zejména tvůrci mozaik, vysíláni do Říma samotným byzantským císařem, v rámci diplomatických gest. Nejstarší dochované nástěnné malby na západě byly ve stylu silně ovlivněném byzantskými ikonami, dokud se v Itálii, v 13. století (tzv. trecento) nezačal vyvíjet osobitý západní styl. Vasari tvrdil, že skutečně západní malba počala teprve tehdy, když se Cimabue a Giotto di Bondone vyrvali z okovů byzantské tradice. Neméně silný vliv měla Byzanc na rané islámské umění. Z pozdějších západních umělců byl byzantským stylem silně ovlivněn El Greco, který pocházel z Kréty, kde se postbyzantské umění udržovalo mimořádně dlouho, patrně jako druh odporu k osmanské nadvládě.